# 우데이 초프라
우데이 초프라(Uday Chopra, 1973년 1월 5일 ~ )는 인도의 배우이다.

## 출연 작품
- 그레이스 오브 모나코 (2014)
- 더 그레이트 서커스 (2013)
- 러브 임파서블 (2010)
- 천재도둑미스터A (2006)
- 차러스: 어 조인트 에퍼트 (2004)
- 둠 (2004)
- 내일은 오지 않을지도 몰라 (2003)
- 모하바테인 (2000)
- 내 마음이 미쳤나봐 (1997)
- 용감한 자가 신부를 데려가리 (1995)